# NGC 82
NGC 82 је појединачна звезда у сазвежђу Андромеда која се налази на NGC листи објеката дубоког неба.
Деклинација објекта је + 22° 27' 40" а ректасцензија 0h 21m 17,6s. Привидна величина (магнитуда) објекта NGC 82 износи 15,7.